# Herb gminy Godów
Herb gminy Godów – jeden z symboli gminy Godów, ustanowiony 15 czerwca 2000.

## Wygląd i symbolika
Herb przedstawia na tarczy w polu błękitnym wizerunek złotego orła górnośląskiego, a pod nim dwie srebrne faliste linie, symbolizujące rzeki graniczne (Olzę i Pietrówkę). 